# ATSV Erlangen
Der ATSV 1898 Erlangen e. V. wurde 1898 als Arbeiterturnverein gegründet. Zunächst gab es nur eine Turnabteilung, weitere Abteilungen kamen später hinzu.

## Geschichte
Nach der Gründung 1898 in Erlangen vergrößerte sich der Verein, 1913, um eine Fußballabteilung. 1920 erwarb er einen vereinseigenen Turn- und Spielplatz am Röthelheim. Mit dem Zusammenschluss des Arbeiter-Altenclubs und des Touristenvereins Edelweiß nannte er sich nun Turn- und Sportverein Erlangen. 1933 wurde der Verein verboten und die Vereinsanlage sowie das Vermögen von den Nationalsozialisten beschlagnahmt. Im Jahr 1949 begann der Wiederaufbau mit der Verschmelzung mit dem früheren Arbeiter-Schwimmverein und dem Post- und Eisenbahner-Sportverein. Nun erhielt er bis heute seinen Namen Allgemeiner Turn- und Sportverein 1898 Erlangen. Eine Judo-Abteilung wurde 1949 gegründet.
Ende der 1950er Jahre begann der Bau einer neuen Sportanlage mit Vereinsheim an der Paul-Gossen-Straße. Da auch eine Kegelbahnanlage mit vier Bahnen errichtet wurde, kam es zur Gründung der Kegelabteilung. Nach und nach kamen dann weitere Abteilungen wie die Tischtennisabteilung (1967) dazu. Für die neue Kanuabteilung (1975) baute der Verein an der Regnitz ein eigenes Kanuheim. Auch die Tennisabteilung entstand mit dem Bau von vier Tennisplätzen auf dem Vereinsgelände. Die Billard-Abteilung schloss sich 1979 dem Verein an und spielt seit 2001 in eigenen Räumen integriert im Sportheim. Neu gegründet wurde Badminton (1992) und zuletzt Kickboxen, Iaido, Kendō und Wrestling.

## Spielbetrieb

### Billard
- 1. Mannschaft (Dreiband): 1. Bundesliga[4]
- 2. Mannschaft (Dreiband): bayrische Oberliga
- 3. Mannschaft (Dreiband): Bezirksliga Nord

Spieler der 1. Mannschaft:
- Andreas Efler
- Joachim Back
- Marcel Back
- Jürgen Pichler
- Andreas Schenkel

### Fußball
- 1. Mannschaft Bayernliga Nord
- 2. Mannschaft Bezirksliga Mittelfranken Nord
- weibliche und männliche Jugendmannschaften in allen Altersgruppen

## Erfolge

### Billard
- Deutsche Meisterschaft (Dreiband): Sieger 1997 • Zweiter 1999 • Dritter 2005, 2007

### Fußball
- Aufstieg in die Bayernliga Nord 2018
- Meister Landesliga Nordost 2018
- Aufstieg in die 1. Amateurliga Bayern (3. Liga) 1953
- Aufstieg in die Bayerische Landesliga (4. Liga) 1974

### Kanu
- World Masters Games: Gold 2009 (Mannschaft) • Bronze 2009 (Einzel: Uwe Kraps)